# Ecforia

Ecforia con IA en la antigüedad (Metáfora moderna)

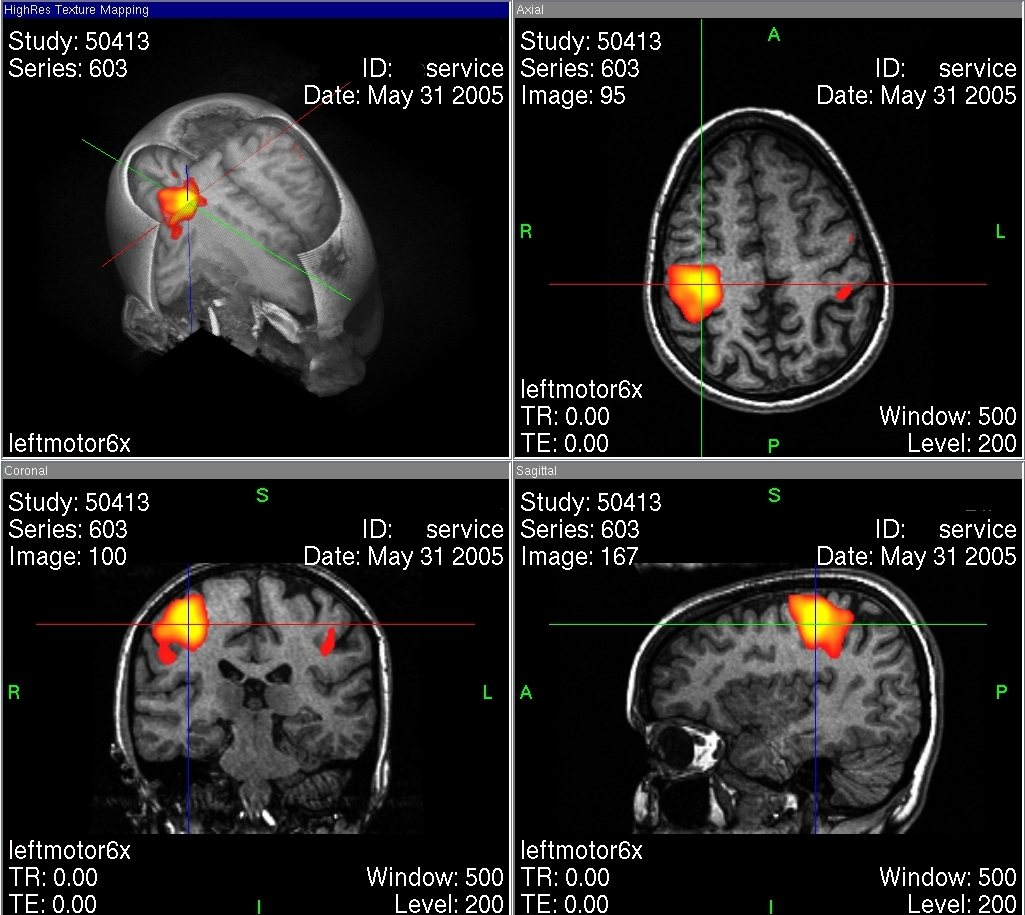
Vista de diferentes planos en una imagen fMRI.

Ecforia es un término introducido por el biólogo alemán Richard Semon a principios del siglo XX en el contexto de su teoría biológica de la memoria. Se refiere al proceso de recuperación o reactivación de una memoria almacenada, es decir, la forma en que un engrama previamente codificado vuelve a la conciencia o al comportamiento.

## Historia

Ecforia en la antigüedad (Concepto clásico)

Richard Semon presentó formalmente los conceptos de engrafía, engrama y ecforia en su obra Die Mneme (1904), donde propuso una teoría unificada de la memoria basada en cambios fisiológicos duraderos en el sistema nervioso. Aunque inicialmente fue poco reconocida, su terminología —especialmente la noción de engrama— fue retomada décadas después por la neurociencia moderna.

## Términos clave
- [5][6]Engrafía: proceso de codificación de una experiencia en el sistema nervioso, equivalente a la adquisición de información.
- Engrama: huella física o fisiológica que almacena esa experiencia en el cerebro.[6]
- Ecforia: recuperación o reactivación de un engrama, cuando la memoria almacenada se hace accesible de nuevo.[4][2]

## Uso moderno en neurociencia
En neurociencia cognitiva, la ecforia se asocia a mecanismos de reactivación de huellas mnémicas que pueden observarse con técnicas como la resonancia magnética funcional (fMRI). Estudios han mostrado que, al presentar un estímulo recordatorio, se reactivan patrones específicos de actividad cerebral en regiones como el hipocampo y la corteza prefrontal.

## Relevancia en inteligencia artificial
Con el desarrollo de modelos de aprendizaje automático inspirados en redes neuronales biológicas, el concepto de ecforia ha servido como metáfora para describir los procesos de recuperación de información interna. Entre estos modelos destacan:
- Memory Networks: arquitecturas que combinan un componente de memoria de largo plazo con módulos de inferencia y lectura/escritura.
- Neural Turing Machines: redes neuronales acopladas a una memoria externa diferenciable, capaces de aprender algoritmos simples como la copia y la ordenación.

Ecforia en inteligencia artificial actual

- Ecforia en inteligencia artificial actualTransformers: modelos basados exclusivamente en mecanismos de atención, que recuperan dinámicamente información relevante de todo el contexto de entrada, implementando una forma de "ecforia" interna para generar cada nueva salida.[8]

## En la cultura y la filosofía
Además de su uso científico, ecforia también ha sido empleada en contextos filosóficos y literarios para aludir al acto de "revivir" el pasado en la mente presente, explorando temas de identidad, conciencia y la relación entre memoria e historia.